# Fenster I aus dem Kreuzgang des Klosters Steinfeld
Das Fenster I im Kreuzgang des Klosters Steinfeld wurde um 1522 von dem Glasmaler Gerhard Remsich in Köln geschaffen.  
Es bestand aus jeweils drei Scheiben in den beiden Lanzetten und drei Scheiben im Maßwerk. Die erhaltenen Scheiben befinden sich seit 1928 im Victoria and Albert Museum in London.

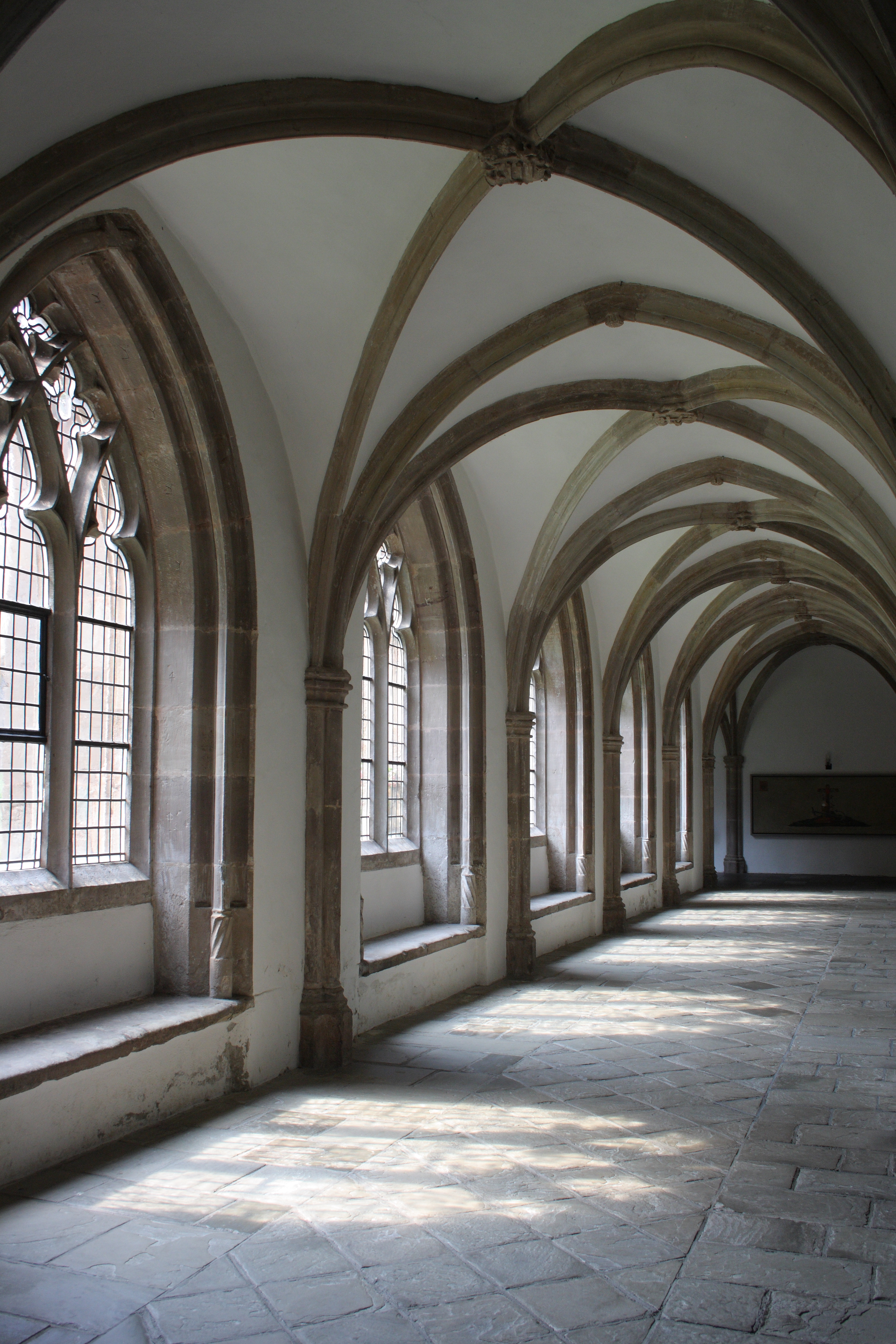
Kreuzgang des Klosters Steinfeld ohne die Bleiglasfenster aus dem 16. Jahrhundert

## Linke Lanzette
Unten war die Gottesmutter mit Kind und Johannes der Täufer dargestellt. Diese Scheibe ist verloren. Darüber war auf zwei Scheiben die Erschaffung Evas mit Sündenfall und Vertreibung aus dem Paradies dargestellt. Im Heiligenschein von Christus (anstelle von Gottvater) steht die Inschrift: „CRESCITE ET MVLTIPLICAMI(NI) ET REP(LETE TERRAM)“ (Seid fruchtbar, mehret euch, füllet die Erde).

## Rechte Lanzette
Unten war der heilige Norbert mit dem Stifter, Johann VI. von Ahrweiler, von 1517 bis 1538 Abt des Klosters Steinfeld, dargestellt. Abt Johann VI. gab 1522 den Auftrag für das erste Fenster des Nordflügels. Zusammen wird er mit dem Ordensheiligen dargestellt. Darüber war auf zwei Scheiben der Engelssturz zu sehen. 
Im Heiligenschein von Norbert steht die Inschrift: „SCS. NORBERTUS.EPISCOP.PATRO“ (Heiliger Norbert. Bischof. Patron). Am unteren Bildrand steht die Inschrift: „ABBA P(RAE)MO(N)STRATE(N)S(IS)“ (Prämonstratenserabt). Der Abt kniet mit einem Konversen, der seinen Abtsstab hält, vor dem heiligen Norbert. 

## Maßwerk
Im Maßwerk ist nur die rechte der drei Scheiben erhalten. Der Evangelist Johannes in Halbfigur sitzt hinter einer Balustrade mit Inschrift: „APOCAL(YPSIS) XII(:) ET F(AC)TUM E(ST) P(ROE)LIU(M) MAGNU(M) I(N) CELO“ (Offb 12,7 ): Und es entstand ein großer Kampf im Himmel. Rechts neben Johannes schaut der Adler, sein Symbol, über seine Schulter. Johannes schreibt mit einer Feder in einem Buch.